# Сигма Андромеди
Сигма Андромеди (σ Андромеди) — одиночна зоря яка має позначення Байєра, в північній частині сузір’ї Андромеди. Має видиму візуальну величину +4,5, яка є достатньо яскравою, щоб її можна було побачити неозброєним оком з більшості місць. Вимірювання паралакса, зроблені під час місії Gaia, помістили її на відстань близько 140 світлових років (43 парсека). Величина зірки зменшилася на 0,08 через поглинання, спричинене проникненням газу та пилу. Дрейфує ближче до Сонця з радіальною швидкістю –8 км/с.
Зірка має зоряну класифікацію A2 V, що відповідає спектру зірки головної послідовності А-типу. Її вік близько 450 мільйонів років, і швидко обертається з прогнозованою швидкістю обертання 123 км/с. Зірка має масу Сонця в 2,12 і обхват Сонця в 2,13. Випромінює свою фотосферу в 21 разів більшу за яскравість Сонця при ефективній температурі 8929 K, що дає їй біле світіння зірки типу A.